# رقية نيانغ
رقية نيانغ (بالفرنسية: Rokhaya Niang)‏، هي مُمثلة سنغالية. شاركت رقية في عدة أفلام أبرزها كان فيلم «خطوة للأمام - الجانب السفلي من الفساد» (بالفرنسية: Un pas en avant - Les dessous de la corruption)‏ سنة 2011، وفيلم «ثمن الغُفران» (بالفرنسية: Le prix du pardon)‏ سنة 2001، وفيلم «السيدة برويت» (بالفرنسية: Madame Brouette)‏ سنة 2002، وفيلم «تيرانغا بلوز» (بالفرنسية: Teranga Blues)‏ سنة 2007.

## أعمالها
| السنة | العُنوان بالعربية                      | العُنوان الأصلي للفيلم                          | الدور  | مراجع     |
| ----- | ------------------------------------- | ---------------------------------------------- | ------ | --------- |
| 2001  | ثمن الغُفران                           | Le prix du pardon                              | ماكسوي |           |
| 2002  | السيدة برويت                          | Madame Brouette                                | ماتي   |           |
| 2007  | تيرانغا بلوز                          | Teranga Blues                                  | رقية   |           |
| 2010  | الرجل المثير                          | The Erotic Man                                 | نفسها  |           |
| 2011  | خطوة للأمام - الجانب السفلي من الفساد | Un pas en avant - Les dessous de la corruption | دوفي   |           |
| 2012  | إقرار بالاستلام                       | Accusé de réception                            |        | فيلم قصير |

## روابط خارجية
رقية نيانغ على موقع IMDb (الإنجليزية)
- رقية نيانغ على موقع ألو سيني (الفرنسية)
- رقية نيانغ على موقع أول موفي (الإنجليزية)
- رقية نيانغ على موقع قاعدة بيانات الفيلم (الإنجليزية)
- رقية نيانغ على موقع كينوبويسك (الروسية)